# ويليام دوين بينتون
ويليام دوين بينتون (بالإنجليزية: William Duane Benton) هو قاضي ومحامي أمريكي، ولد في 8 سبتمبر 1950 في سبرينغفيلد في الولايات المتحدة.

## وصلات خارجية
- ويليام دوين بينتون على موقع إن إن دي بي (الإنجليزية)